# تشيانغ بنغ-لونغ
تشيانغ بنغ-لونغ (بالصينية: 蔣澎龍) (من مواليد 24 يوليو 1976) هو لاعب تنس طاولة من تايوان.
شارك في دورة الألعاب الآسيوية 2006 في الدوحة، قطر.

## روابط خارجية
- تشيانغ بنغ-لونغ على موقع منظمة تنس الطاولة العالمي (الإنجليزية)
- تشيانغ بنغ-لونغ على موقع اللجنة الأولمبية الدولية (الإنجليزية)
- تشيانغ بنغ-لونغ على موقع أوليمبيديا (الإنجليزية)